# Chichester/Goodwood Airport
Luchthaven Chichester/Goodwood (Engels: Chichester/Goodwoord Airport), (IATA: QUG, ICAO: EGHR)is een klein vliegveld in de buurt van Chichester, West-Sussex in het Verenigd Koninkrijk.

## Geschiedenis
Het vliegveld is tijdens de Tweede Wereldoorlog aangelegd door de RAF als extra landingsplek ter ontsluiting van het nabijgelegen vliegveld RAF Tangmere. Bij de opening heette het vliegveld RAF Westhampnett.
Het vliegveld werd onder andere gebruikt tijdens de Battle of Britain. Na de oorlog werden de gronden teruggeven aan de eigenaren van Goodwood House. Rond die tijd werd om het vliegveld het Goodwood Circuit aangelegd.

## Tegenwoordig
Op dit moment wordt het vliegveld voornamelijk gebruikt voor trainingsvluchten en door historische vliegtuigen. Er kan onder ander meegevlogen worden in een Spitfire en een Harvard. Jaarlijks vinden de evenementen Goodwood Revival en Goodwood Festival of Speed plaats op het vliegveld.